# Balaka macrocarpa
Balaka macrocarpa är en enhjärtbladig växtart som beskrevs av Karl Ewald Maximilian Burret. Balaka macrocarpa ingår i släktet Balaka och familjen Arecaceae. IUCN kategoriserar arten globalt som akut hotad. Inga underarter finns listade i Catalogue of Life.